# André Le Bé
André Le Bé est un maître écrivain juré français, actif à Paris au milieu du XVIIe siècle. Il est frère de Guillaume II Le Bé, tailleur et fondeur de caractères actif à Paris vers 1598-1635. Il aurait été maître d'écriture de Louis XIII. Il est cité, avec de nombreux autres maîtres écrivains, dans les Mémoires de Michel de Marolles (édition de 1755).

## Œuvres
- La Facilité d'escrire la lettre bastarde de ce temps... inventée escritte et gravée par André Le Bé, maistre escrivain juré à Paris, Paris, J. Le Blond, s.d. (Paris BNF Est. : Kb31, aux p. 199-202).
- Les exemples et instructions de la lettre bastarde de A. Le Bé, Paris, J. Le Blond, s.d. (Paris BNF Est. : Kb32, p. 118).